# Reopessia
La reopessia è una caratteristica di alcuni fluidi (più specificamente di alcuni fluidi non newtoniani). La reopessia è molto particolare e rara: i fluidi reopettici mostrano un aumento di viscosità nel tempo quando viene applicata una forza di taglio. Si tratta quindi di fluidi con comportamento opposto alla tissotropia (le sostanze tissotropiche mostrano assottigliamento al taglio nel tempo quando viene applicata una forza di taglio).
La particolarità delle sostanze tissotropiche o reopettiche è appunto la dipendenza nel tempo della viscosità.

## Reopessia e fluidi dilatanti
Spesso i due termini sono confusi per via delle poche esperienze nella quotidianità e della non immediata interpretazione dei fenomeni osservati.
Più volte è stato classificato come reopessico la sospensione di amido di mais (maizena) in acqua. Tale fluido ha la caratteristica di essere poco viscoso in condizioni di quiete, una volta sottoposto a una forza di taglio la viscosità aumenta fino a rendere il fluido quasi solido. Non mostra però l'aumento di viscosità nel tempo indotto da una forza di taglio, fenomeno necessario per essere catalogato come fluido reopeptico. Infatti questo tipo di fluidi mostra un aumento della viscosità dopo che la forza è stata applicata, l'amido di mais invece cessata la forza torna alle condizioni iniziali. L'assenza della dipendenza nel tempo semplifica il fenomeno osservato e ci permette di catalogare l'amido di mais come fluido dilatante.

## Comportamento reopessico nelle ceramiche
Si tratta di un fenomeno, tipico, ad esempio delle sospensioni acqua-argilla dell'industria di produzione ceramica.
Questo consiste nell'ispessimento di un fluido con aumento di viscosità quando questo fluido viene sottoposto ad un moto d'agitazione lento, laminare ed uniforme.
Normalmente questo comportamento anomalo viene "normalizzato" a seguito d'aggiunta d'acqua o di elettroliti (fluidificanti) nella sospensione.